# Cartas de un hombre muerto
Cartas de un hombre muerto (en ruso: Письма мёртвого человека; transliterado Pisma miórtvogo cheloveka) es una película de ciencia ficción soviética, estrenada en 1987, dirigida por el director Konstantín Lopushanski y producida por estudios Lenfilm. Está ambientada en un mundo post holocausto nuclear.

## Argumento
La trama transcurre en un pueblo después de una guerra nuclear causada por un error computacional y la falla del operador para prevenir el lanzamiento de los misiles alcanzó a percatarse del problema, pero choqueado no alcanzó a dar las órdenes necesarias para evitar el desastre. El lugar fue destruido y contaminado por la radiactividad. Comenzó el estado de sitio y la selección de los más fuertes y sanos para ingresar al Búnker Central.
El personaje principal, interpretado por Rolán Býkov, es un físico ganador del Premio Nobel, refugiado en el sótano del Museo de Historia junto a otros científicos, algunos de sus funcionarios y un pequeño grupo de niños de un orfanato que con su mutismo castigan la estupidez suprema de los adultos que llevó a la destrucción del mundo. El físico pasa la mayor parte del tiempo escribiendo cartas a su hijo Erik, que evidentemente murió en el desastre nuclear. Junto al resto de los sobrevivientes, discurren sobre el significado de la hecatombe y si es este el fin de la humanidad. 
Tras la muerte de su esposa y el suicidio de uno de los científicos refugiados, decide mudarse al refugio central, de donde escapa para hacerse cargo de los niños huérfanos y entregarles la última esperanza, devolviéndoles así el habla. 
A su muerte, los doce niños sobrevivientes retornan a la superficie del mundo devastado, creyendo en sus últimas palabras: «Recuerden. El mundo no ha muerto... Váyanse y caminen hasta que se les agoten las fuerzas. Porque el hombre que camina siempre tiene esperanza».

## Reparto
| Actor                | Personaje               |
| -------------------- | ----------------------- |
| Rolán Býkov          | Profesor Larsen         |
| Vátslav Dvorzhetski  | Pastor                  |
| Vera Mayórova        | Anna                    |
| Vadim Lobánov        |                         |
| Víktor Mijáilov      |                         |
| Svetlana Smirnova    | Teresa                  |
| Vladímir Bessekérnyj |                         |
| Viacheslav Vasíliev  | médico medidor de dosis |
| Natalia Vlásova      |                         |